# Jesper Klein
Jesper Klein, född 13 november 1944 i Næstved, död 22 augusti 2011, var en dansk skådespelare och författare. Han var far till skådespelaren Sebastian Klein. Klein var även Unicef-ambassadör.

## Filmografi (i urval)
- 1969 – Balladen om Carl-Henning
- 1984 – Samson & Sally
- 1991 – Den stora badardagen
- 1993 – Hugo - djungeldjuret
- 1998 – H.C. Andersens skugga